# Chocolat du Jour
Chocolat du Jour é uma marca brasileira de chocolates finos bean to bar fundada em 1987. A empresa possui onze lojas localizadas na cidade de São Paulo, Rio de Janeiro e Goiânia, entre elas no Shopping Iguatemi São Paulo, no Shopping Cidade Jardim, no Shopping Leblon, e no Flamboyant Shopping Center, locais de referência do mercado de luxo brasileiro. A empresa controla o processo de produção do chocolate desde a cadeia do cacau, de forma sustentável, através da Fazenda Santa Luzia, que fica localizada no baixo sul da Bahia.